# Mistrovství světa ve fotbale žen do 17 let 2014
Mistrovství světa ve fotbale žen do 17 let 2014 je čtvrtým ročníkem tohoto turnaje.

## Kvalifikované týmy
| Konfederace | Kvalifikační turnaj                                     | Kvalifikováni               |
| ----------- | ------------------------------------------------------- | --------------------------- |
| AFC         | Mistrovství Asie ve fotbale do 16 let žen 2013          | Japonsko Severní Korea Čína |
| CAF         | Mistrovství Afriky ve fotbale do 17 let žen 2013        | Nigérie Ghana Zambie        |
| CONCACAF    | Mistrovství ve fotbale zemí CONCACAF do 17 let žen 2013 | Mexiko Kanada               |
| CONMEBOL    | Mistrovství Jižní Ameriky ve fotbale žen do 17 let 2013 | Venezuela Kolumbie Paraguay |
| OFC         |                                                         | Nový Zéland                 |
| UEFA        | Mistrovství Evropy ve fotbale žen do 17 let 2014        | Francie Německo Itálie      |
| Hostitel    | Hostitel                                                | Kostarika                   |

## Základní skupiny
| Vysvětlivky                    |
| ------------------------------ |
| Tým postupující do čtvrtfinále |

### Skupina A
| Tým       | Z | V | R | P | VG | IG | +/- | B |
| --------- | - | - | - | - | -- | -- | --- | - |
| Venezuela | 1 | 3 | 0 | 0 | 8  | 0  | +8  | 9 |
| Itálie    | 1 | 2 | 0 | 1 | 3  | 1  | +2  | 6 |
| Zambie    | 1 | 1 | 0 | 2 | 2  | 7  | -2  | 3 |
| Kostarika | 1 | 0 | 0 | 3 | 1  | 6  | -3  | 0 |

| 15. března 2014 17:00 |       |        |                                                                                           |
| Itálie                | 2:0   | Zambie | Estadio Nacional de Costa Rica, San José diváci: 34 743 rozhodčí: Lucila Venegas (Mexiko) |
|                       | Zápis |        | Estadio Nacional de Costa Rica, San José diváci: 34 743 rozhodčí: Lucila Venegas (Mexiko) |

| 15. března 2014 20:00 |       |           |                                                                                                 |
| Kostarika             | 0:3   | Venezuela | Estadio Nacional de Costa Rica, San José diváci: 34 453 rozhodčí: Pernilla Larssonová (Švédsko) |
|                       | Zápis |           | Estadio Nacional de Costa Rica, San José diváci: 34 453 rozhodčí: Pernilla Larssonová (Švédsko) |

## Skupina B
| Tým           | Z | V | R | P | VG | IG | +/- | B |
| ------------- | - | - | - | - | -- | -- | --- | - |
| Ghana         | 3 | 2 | 0 | 1 | 4  | 2  | +2  | 6 |
| Kanada        | 3 | 1 | 2 | 0 | 5  | 4  | +1  | 5 |
| Severní Korea | 3 | 1 | 1 | 1 | 5  | 6  | -1  | 4 |
| Německo       | 3 | 0 | 1 | 2 | 5  | 7  | -2  | 1 |

## Skupina C
| Tým         | Z | V | R | P | VG | IG | +/- | B |
| ----------- | - | - | - | - | -- | -- | --- | - |
| Japonsko    | 3 | 3 | 0 | 0 | 15 | 0  | +15 | 9 |
| Španělsko   | 3 | 2 | 0 | 1 | 10 | 3  | +7  | 6 |
| Nový Zéland | 3 | 0 | 1 | 2 | 1  | 7  | -6  | 1 |
| Paraguay    | 3 | 0 | 1 | 2 | 2  | 18 | -16 | 1 |

## Skupina D
| Tým      | Z | V | R | P | VG | IG | +/- | B |
| -------- | - | - | - | - | -- | -- | --- | - |
| Nigérie  | 3 | 3 | 0 | 0 | 7  | 2  | +5  | 9 |
| Mexiko   | 3 | 2 | 0 | 1 | 8  | 3  | +5  | 6 |
| Čína     | 3 | 1 | 0 | 2 | 4  | 7  | -3  | 3 |
| Kolumbie | 3 | 0 | 0 | 3 | 2  | 9  | -7  | 0 |

## Čtvrtfinále
- Venezuela – Kanada 3:2 (2:2)
- Ghana – Itálie 2:2 (1:2), na penalty 3:4
- Japonsko – Mexiko 2:0 (2:0)
- Španělsko – Nigérie 3:0 (1:0)

## Semifinále
- Venezuela – Japonsko 1:4 (0:2)
- Itálie – Španělsko 0:2 (0:0)

## Finále
- Japonsko – Španělsko 2:0 (1:0)